# Amanda Root
Pour les articles homonymes, voir Root.
Amanda Root est une actrice britannique, née en 1963 à Chelmsford, dans l'Essex (Royaume-Uni).

## Biographie
Amanda Root naît à Chelmsford, Essex. Elle commence sa carrière au Leeds Playhouse en 1983 lorsqu'elle joue Essie dans Le Disciple du Diable de George Bernard Shaw.
Elle travaille régulièrement avec la RSC à Stratford-upon-Avon et à Londres de 1983 à 1991, notamment en jouant le rôle de Juliette dans Roméo et Juliette de Daniel Day-Lewis avec Royal Shakespeare Company, Cressida dans Troïlus et Cressida et Rosaline dans Berowne de Ralph Fiennes .
En 1995, elle incarne Anne Elliot dans Persuasion. Le film est d'abord réalisé pour la télévision, puis sort en salles.
Elle remporte des critiques élogieuses et une nomination pour un Tony Award en octobre 2008 pour son interprétation de Sarah dans The Norman Conquests au Théâtre Old Vic. 

## Filmographie
- 1985 : This Lightning Always Strikes Twice (TV)
- 1989 : Le Bon Gros Géant (The BFG) : Sophie (voix)
- 1991 : La Maison de Bernarda Alba (The House of Bernarda Alba) (TV) : Adela
- 1993 : The Man Who Cried (TV) : Hilda Maxwell
- 1993 : The Buddha of Suburbia (feuilleton TV) : First TV Producer
- 1994 : Love on a Branch Line (feuilleton TV) : Miss Mounsey
- 1995 : Persuasion : Anne Elliot
- 1996 : Turning World (série télévisée)
- 1996 : Jane Eyre : Miss Temple
- 1996 : Breaking the Code (TV) : Patricia 'Pat' Green
- 1996 : Deep in the Heart : Kate Markham
- 1997 : Original Sin (TV) : Frances Peverell
- 1998 : Mortimer's Law (série télévisée) : Rachel Mortimer
- 1998 : Mortimer's Law (TV) : Rachel Mortimer
- 1998 : Big Cat (TV) : Alice
- 1999 : Whatever Happened to Harold Smith? de Peter Hewitt : Margaret Robinson
- 2000 : Anna Karenina (feuilleton TV) : Dolly
- 2001 : A Small Summer Party (TV) : Karen
- 2002 : La Dynastie des Forsyte : Winifred Dartie née Forsyte
- 2002 : Daniel Deronda (TV) : Mrs. Davilow
- 2003 : The Forsyte Saga: To Let (feuilleton TV) : Winifred Dartie nee Forsyte
- 2003 : Love Again (TV) : Maeve Brennan
- 2004 : London (TV) : Charlotte Brontë
- 2004 : Bloom : Helen Chapman
- 2005 : Empire (feuilleton TV) : Noella
- 2005 : Julian Fellowes Investigates: A Most Mysterious Murder - The Case of the Croydon Poisonings (TV) : Vera Sidney
- 2006 : The Impressionists (feuilleton TV) : Alice Hoschedé
- 2007 : Voleuse de vies (TV)
- 2008 : Hercule Poirot (série TV, épisode Mrs McGinty est morte) : Mrs Rendell
- 2017 : Le Prince Noir (The Black Prince) de Kavi Raz : reine Victoria
- 2023 : You & Me : Infirmière